# Cratere Glaisher
Glaisher è un cratere lunare di 15,92 km situato nella parte nord-orientale della faccia visibile della Luna, nella regione sul bordo sudoccidentale del Mare Crisium, a sudovest del cratere Yerkes e a ovest-nordovest della coppia di crateri Greaves-Lick. È circondato da un anello di crateri minori di varie dimensioni.
Glaisher è una formazione circolare, con un fondo a forma di conca e livellato nella zona centrale. Il bordo non è stato eroso in modo significativo e adiacente al lato meridionale è presente la coppia di crateri 'Glaisher E' e 'Glaisher G'.
Il cratere è dedicato al meteorologo britannico James Glaisher.

## Crateri correlati
Alcuni crateri minori situati in prossimità di Glaisher sono convenzionalmente identificati, sulle mappe lunari, attraverso una lettera associata al nome.
| Glaisher | Coordinate            | Diametro (in km) |
| -------- | --------------------- | ---------------- |
| A        | 12°50′24″N 50°43′48″E | 19,16            |
| B        | 12°28′48″N 50°09′00″E | 23,05            |
| E        | 12°37′48″N 49°11′24″E | 20,81            |
| F        | 13°38′24″N 49°55′12″E | 7,33             |
| G        | 12°22′12″N 49°29′24″E | 18,89            |
| H        | 13°44′24″N 49°27′00″E | 4,82             |
| L        | 13°24′36″N 48°46′12″E | 6,99             |
| M        | 13°07′12″N 48°33′36″E | 5,84             |
| N        | 13°05′24″N 47°34′48″E | 6,87             |
| V        | 11°N 50°E             | 12,99            |
| W        | 12°33′00″N 47°38′24″E | 48,01            |